# Wadzim Stralcou
Wadzim Mikałajewicz Stralcou (biał. Вадзім Мікалаевіч Стральцоў; ur. 30 kwietnia 1986 w Mohylewie) – białoruski sztangista mistrz świata, wicemistrz olimpijski.
W 2015 roku zwyciężył w wadze półciężkiej (do 85 kg) na mistrzostwach świata w Houston. Rok później wywalczył srebrny medal w tej samej kategorii wagowej podczas igrzysk olimpijskich w Rio de Janeiro. 
Rywalizuje w różnych kategoriach wagowych, z reguły bierze udział w zawodach mężczyzn do 85 lub 94 kilogramów. W 2006 roku zdobył złoty medal w mistrzostwach świata juniorów w Hangzhou, jest również brązowym medalistą Mistrzostw Świata w Podnoszeniu Ciężarów 2007. Brał udział w Letnich Igrzyskach Olimpijskich 2008.